# 1986–1987-es jugoszláv labdarúgó-bajnokság (első osztály)
Az 1986/87-es jugoszláv labdarúgó-bajnokság sorban az 59. megmérettetés volt a jugoszláv labdarúgásban, amelyet a liga létrejövetele óta rendeztek. 
A bajnokságot a Partizan Belgrád nyerte, amely ezzel története 11. bajnoki címét szerezte meg.
A bajnokságot az előző, 1985/86-os, idény körül kirobbant botrányok is befolyásolták, aminek következtében a Jugoszláv Labdarúgó-Szövetség 12 csapatot 6 pontos levonással büntetett ezen idényre. A 34 bajnoki mérkőzést követően a Vardar Szkopje lett bajnok, azonban az Alkotmánybíróság döntése értelmében, amely hatályon kívül helyezte a 6 pontot levonó határozatot, a Partizan nyerte meg a bajnokságot.
Mindezek ellenére a Vardar indulhatott a Bajnokcsapatok Európa-kupája következő idényében.

## Bajnokság
| Helyezés | Klub                  | M  | GY | D  | V  | Rg | Kg | Gk  | P  |
| -------- | --------------------- | -- | -- | -- | -- | -- | -- | --- | -- |
| 1        | Partizan              | 34 | 16 | 11 | 7  | 58 | 29 | +29 | 43 |
| 2        | Velež Mostar          | 34 | 19 | 4  | 11 | 65 | 46 | +19 | 42 |
| 3        | Crvena Zvezda         | 34 | 16 | 9  | 9  | 57 | 37 | +20 | 41 |
| 4        | Rijeka                | 34 | 14 | 10 | 10 | 44 | 42 | +2  | 38 |
| 5        | Vardar Szkopje        | 34 | 15 | 8  | 11 | 40 | 39 | +1  | 38 |
| 6        | Dinamo Zagreb         | 34 | 14 | 9  | 11 | 49 | 43 | +6  | 37 |
| 7        | Budućnost Titograd    | 34 | 14 | 9  | 11 | 40 | 36 | +4  | 37 |
| 8        | Hajduk Split          | 34 | 14 | 8  | 12 | 41 | 41 | 0   | 36 |
| 9        | Željezničar Szarajevó | 34 | 14 | 6  | 14 | 55 | 46 | +9  | 34 |
| 10       | Sutjeska Nikšić       | 34 | 12 | 10 | 12 | 50 | 52 | -2  | 34 |
| 11       | Osijek                | 34 | 15 | 4  | 15 | 40 | 44 | -4  | 34 |
| 12       | Čelik Zenica          | 34 | 14 | 5  | 15 | 48 | 52 | -4  | 33 |
| 13       | Szarajevó             | 34 | 12 | 9  | 13 | 39 | 49 | -10 | 33 |
| 14       | Priština              | 34 | 13 | 4  | 17 | 47 | 52 | -5  | 30 |
| 15       | Sloboda Tuzla         | 34 | 11 | 8  | 15 | 41 | 46 | -5  | 30 |
| 16       | Radnički Niš          | 34 | 11 | 8  | 15 | 39 | 49 | -10 | 30 |
| 17       | Dinamo Vinkovci       | 34 | 12 | 6  | 16 | 48 | 63 | -15 | 30 |
| 18       | Spartak Subotica      | 34 | 6  | 8  | 20 | 33 | 69 | -36 | 20 |
| -        | Vojvodina             | -  | -  | -  | -  | -  | -  | -   | -  |
| -        | Rad                   | -  | -  | -  | -  | -  | -  | -   | -  |

M = Mérkőzések száma, Gy: Győzelmek száma, D: Döntetlenek száma, V: Vereségek száma, Rg: Rúgott gólok száma, Kg: Kapott gólok száma, Gk: Gólkülönbség, P: Pontok száma.
|  | Bajnokcsapatok Európa-kupája         |
|  | UEFA-kupa                            |
|  | Kupagyőztesek Európa-kupája          |
|  | Kiesett a Jugoszláv első osztályból  |
|  | Feljutott a Jugoszláv első osztályba |

A bíróság döntése előtti eredmény-sor, amely a Vardar Szkopje számára volt kedvező szemben a Partizannal:

```
 1. Vardar Szkopje            34  15  8 11  40 39  38

 2. Partizan Belgrád         34  16 11  7  58 29  37 (-6)

 3. Velež Mostar             34  19  4 11  65 46  36 (-6)

 4. Hajduk Split             34  14  8 12  41 41  36 

 5. Crvena Zvezda            34  16  9  9  57 37  35 (-6)

 6. NK Osijek                34  15  4 15  40 44  34

 7. NK Rijeka                34  14 10 10  44 42  32 (-6)

 8. Dinamo Zagreb            34  14  9 11  49 43  31 (-6)

 9. Budućnost Titograd       34  14  9 11  40 36  31 (-6)

10. FK Priština              34  11  7 16  35 48  29

11. Željezničar Szarajevó    34  14  6 14  55 46  28 (-6)

12. Sutjeska Nikšić          34  12 10 12  50 52  28 (-6)

13. Sloboda Tuzla            34   9 10 15  38 44  28

14. Radnički Niš             34   9 10 15  29 39  28

15. Dinamo Vinkovci          34  10  8 16  29 51  28

16. Čelik Zenica             34  14  5 15  48 52  27 (-6)

17. FK Szarajevó             34  12  9 13  39 49  27 (-6)

18. Spartak Subotica         34   5  9 20  30 49  19
```

Gólkirály: Radmilo Mihajlović (Željezničar Szarajevó) - 23 találat
Bajnok-csapat:
- PARTIZAN (edző: Nenad Bjeković)

játékosok (mérkőzések/gólok száma):
- Fahrudin Omerović
- Miodrag Bajović
- Isa Sadriju
- Vladimir Vermezović
- Darko Milanič
- Srećko Katanec
- Vlado Čapljić
- Miodrag Đelmaš
- Fadilj Vokri
- Milko Đurovski
- Nebojša Vučićević
- Admir Smajić
- Bajro Župić
- Aleksandar Đorđević
- Goran Bogdanović
- Milinko Pantić
- Slađan Šćepović
- Ljubomir Radanović
- Darko Belojević
- Stevanović
- Radović

## Kupa

### Döntő
| Hazai csapat (de facto)         | Eredmény | Vendég csapat |
| ------------------------------- | --- | --- |
| Hajduk Split                    | 1 - 1 büntetőkkel: 9:8 | NK Rijeka |
| Dátum                           | 1987. Május 9. | 1987. Május 9. |
| Helyszín                        | JNA Stadion, Belgrád, Szerbia | JNA Stadion, Belgrád, Szerbia |
| Nézőszám                        | 30,000 (Befogadóképesség: 38,923 fő) | 30,000 (Befogadóképesség: 38,923 fő) |
| Bíró                            | Zoran Petrović (Belgrád) | Zoran Petrović (Belgrád) |
| Hajduk (edző: Josip Skoblar)    | Mladen Pralija (119' Zoran Varvodić), Darko Dražić, Robert Jarni, Jerko Tipurić, Dragi Setinov, Stjepan Andrijašević, Frane Bućan (103' Zdenko Adamović), Dragutin Čelić, Miloš Bursać, Aljoša Asanović, Stjepan Deverić | Mladen Pralija (119' Zoran Varvodić), Darko Dražić, Robert Jarni, Jerko Tipurić, Dragi Setinov, Stjepan Andrijašević, Frane Bućan (103' Zdenko Adamović), Dragutin Čelić, Miloš Bursać, Aljoša Asanović, Stjepan Deverić |
| Rijeka (edző: Mladen Vranković) | Mauro Ravnić, Borče Sredojević, Rupčić, Vlado Kotur, Paliska, Igor Jelavić, Janko Janković, N.Radmanović, Danko Matrljan (46' Zoran Škerjanc), Mladen Mladenović, Vujičić (76' Predrag Valenčić)                         | Mauro Ravnić, Borče Sredojević, Rupčić, Vlado Kotur, Paliska, Igor Jelavić, Janko Janković, N.Radmanović, Danko Matrljan (46' Zoran Škerjanc), Mladen Mladenović, Vujičić (76' Predrag Valenčić)                         |
| Megjegyzés                      | Gólszerzők: 1-0 Asanović (43'), 1-1 N.Radmanović (85') büntetőkkel 9:8 | Gólszerzők: 1-0 Asanović (43'), 1-1 N.Radmanović (85') büntetőkkel 9:8 |

## Külső hivatkozás
- Yugoslavia Domestic Football Full Tables